# Aula multisensorial

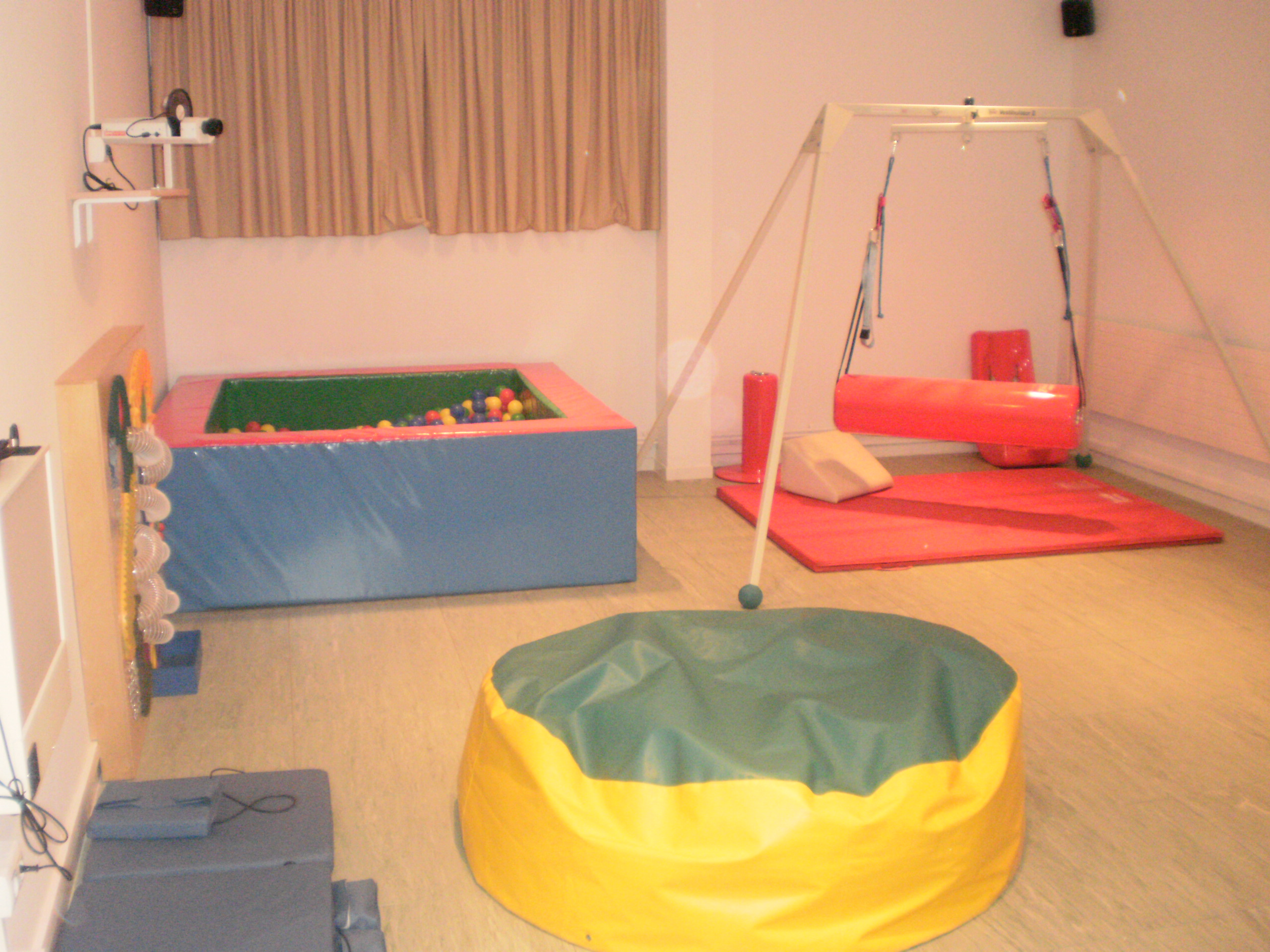

Laula multisensorial o espai snoezelen (espai de relaxació i exploració) és una sala flexible amb diversos materials que s'adapten a les demandes de persones amb algun tipus de discapacitat. L'objectiu és poder interaccionar amb el medi a través de l'estimulació dels seus sentits i capacitats. Aquesta aula treballa a través dels sentits i les sensacions, ja que aquestes constitueixen la principal font dels coneixements, tant del món exterior com del propi cos. No és un espai estàndard, és a dir, segons la seva finalitat obtindrà uns materials diferents i adaptats als dèficits. Permet experimentar tota classe de sensacions (visuals, corporals, auditives...) i conèixer el món que els envolta.

## Context històric[calcitació]
Al llarg de la història, les persones amb discapacitat física o mental han patit múltiples maneres de discriminació.
A la Prehistòria les tribus abandonaven a les persones discapacitades per tal que la ciutat es pogués desplaçar sense cap obstacle ni impediment.
L'edat antiga es caracteritzava per la força física, per tant, les persones que tenien alguna discapacitat física eren considerades posseïdes o inservibles.
- Els indis Masai assassinaven als infants discapacitats.[2]

- Els Chagga de l'Àfrica Oriental els utilitzaven per espantar el dimoni.[2]
- A Grècia, degut al culte per la bellesa i la perfecció física, les persones eren expulsades de la ciutat, o bé exterminades llançant-les des d'una muntanya.[3]
- A Àsia, Índia i Egipte les persones eren abandonades al desert, als boscos o a les selves.[3]
- Els hebreus, en canvi, van donar un tracte diferent a les persones discapacitades i el Judaisme va convertir en dret la seva atenció. Aquests van crear centres anomenats Nosoriomos on oferien menjar, sostre i ajuda espiritual.[3]

En aquesta època l'infanticidi en relació als infants amb deficiències era normal. L'església, tot i que considerava que les persones amb discapacitat eren sobrenaturals, va prohibir aquests assassinats, però en contra, realitzava exorcismes per intentar curar-les.
A l'edat mitjana ser discapacitat era considerat un càstig de Déu. Per això aquests eren desprestigiats, perseguits i fins i tot assassinats.
- A França es construïen fortaleses o ciutats emmurallades on amagaven a centenars de discapacitats.
- Al segle xiv les persones nascudes amb algun tipus de dèficit (mental, físic o sensorial) eren tancades i exhibides, per tal de crear espectacles amb motiu de mofa.

A l'Edat Moderna es va començar a veure un petit canvi en la societat, ja que es reconeixia una actitud de responsabilitat envers les persones amb dèficits.
- Espanya va veure una millora considerable, gràcies a la Reina Isabel la Catòlica que va construir el primer hospital on s'oferien pròtesis i aparells terapèutics per als soldats ferits i se’ls hi proporcionava un salari.

Així mateix, la burgesia capitalista va atorgar institucions on els nens sords, cecs i amb retard mental eren atesos.
A la Revolució Industrial es considerava que les persones amb discapacitat eren responsabilitat de tothom i no es veien com a ciutadans diferents.
Al segle xix van començar a investigar sobre l'origen de les discapacitats, encara que es continuava pensant que la causa dels dèficits provenien dels pecats familiars; així que eren igualment aïllats. Gràcies a Esquirol (metge Francès), es va conscienciar al poble de la situació social de les persones discapacitades, ja que va aclarir que la deficiència mental provenia d'alteracions de les facultats intel·lectuals.
Al segle xx hi va haver una millora notable gràcies als avenços científics, mèdics i educatius. L'evolució de la societat industrial i capitalista va fer que la gent discapacitada s'introduís al món laboral.

A l'Edat contemporània va sorgir la Rehabilitació Professional quan diversos soldats, van aparèixer amb seqüeles físiques i mentals degut als conflictes bèl·lics.
Tot i els avenços aconseguits fins al moment, a l'època de la socialdemocràcia nazi s'esterilitzava a les persones amb discapacitat sense el seu consentiment.
L'any 1919 es va portar a terme la promulgació de lleis i normes governamentals que busquen protegir els drets de les persones amb discapacitat.
Les persones amb discapacitat van rebre un tracte igualitari i més oportunitats de tractament, rehabilitació i d'inclusió social.
Al pas del temps els drets d'aquestes persones s'han anat restituint i s'ha donat lloc a diferents recursos i institucions per tal de donar resposta a les seves necessitats i als seus dèficits.

## Història
Als anys 70 a Holanda, van sorgir els primers espais multisensorials, els quals proporcionaven un suport terapèutic a persones amb discapacitat mental.
Jan Halsegge i Ad Verheul, terapeutes del centre per a persones amb demència mental a Hardenberg, van ser els primers a adonar-se que aquests espais sensorials donaven uns resultats molt positius que afavorien l'estat dels pacients.
Com a conseqüència, van crear una tenda de campanya experimental equipada, en un principi, amb objectes simples (instruments musicals, objectes tàctils, sabó perfumat, aliments...) per tal de poder treballar amb infants que presentaven diverses discapacitats.
Degut a l'èxit obtingut d'aquests dos terapeutes, a partir d'aquell moment es van desenvolupar noves tècniques i es van crear diverses sales sensorials al mateix centre. Així mateix, van establir una paraula per definir aquest concepte:snoezelen derivada dels verbs snuffelen (explorar) i doezelen (relaxar-se).
Degut als resultats i a la importància d'aquest projecte es van crear noves sales multisensorials a altres centres del país.
A finals dels anys 80 (1987) a Whittington (Regne Unit), va crear-se el primer espai multisensorial habilitat perquè persones amb dèficits psíquics o físics poguessin interaccionar amb el medi a través de l'estimulació e integració sensorial. La investigació va tenir uns resultats tan positius, que aquests tipus d'espais sensorials es van expandir per tot Europa.

## A l'aula es treballen sensacions que produeixen percepcions
El coneixement del medi intern o extern, es produeix per la descodificació i interpretació de molts estímuls sensorials captats pels diferents receptors sensorials. Per tant, aquestes sensacions donaran lloc a les percepcions i faran possible el coneixement del medi.

### Sensacions
Les sensacions són els efectes produïts per l'excitació dels òrgans dels sentits davant d'un estímul. És un procés en el qual intervenen els òrgans sensorials.
Podem classificar les sensacions en dos tipus:

#### Exteroceptives
Són les sensacions que provenen del món exterior. Són molt importants perquè fan que l'ésser humà s'uneixi amb el món que l'envolta.
Els receptors que reben aquests tipus de sensacions són els òrgans dels sentits.
Aquesta sensació es divideix en dos tipus, depenent del contacte:
- Sensacions per contacte: És necessari l'aplicació directa de l'òrgan (llengua, pell, boca...) amb l'estímul, com per exemple: el gust i el tacte.

- Sensacions a distància: No és necessari el contacte directe entre l'òrgan i l'estímul: com per exemple l'oïda, olfacte i vista.

#### Intraceptives
Són les sensacions que provenen del nostre interior, i volen satisfer les necessitats dels òrgans interns.
Com ara: la gana, set, son...
En funció d'on es localitzen els receptors es pot parlar de dos tipus de sensacions:
- Propioceptives: Són les sensacions que donen informació sobre la postura del cos i la situació d'aquest en l'espai. Les sensacions són captades pels músculs, tendons, articulacions i l'aparell vestibular (orella interna).

Com ara: sensació d'equilibri, la localització del cos en un moment concret...
- Visceroceptives: Els seus receptors estan situats a les vísceres (cor, estómac...) i envien les informacions de què la persona té menys consciència.

Com ara: la gana, la set...

### Percepcions
Procés d'abstracció i esquematització de la informació sensorial, que els sentits han captat. En aquest procés se li dona sentit i significat a l'estímul rebut.
El procés perceptiu es compon de tres fases:
- Estímul: Part de la informació que cal que origini una resposta en les persones que el reben.

- Processament perceptiu i representació: Són els processos encarregats d'interpretar i representar les dades sensorials. El sistema de representacions internes és imprescindible en el procés perceptiu, ja que d'aquesta manera permet passar a representacions de caràcter significatiu.

- Resposta perceptiva: És la conseqüència de tot el procés de percepció, donant resposta a l'estímul rebut.

## Tipus d'estimulació que es treballen a l'aula
Per tal de potenciar els estímuls i les capacitats cal treballar els següents tipus d'estimulació:
Estimulació visualS'utilitza per a la percepció i l'orientació.
Estimulació somàticaIntervé tota la superfície del cos i ajuda a percebre d'una forma directa les sensacions de proximitat i seguretat, que són importants pel desenvolupament.
Estimulació de l'olfacte i el gustCom que aquestes dues sensacions es barregen, els dos tipus d'estimulació es treballen a la vegada. Les experiències olfactives fan que l'adult sigui més conscient de la funció del nas i proporcionen sensacions de benestar i de plaer.
Estimulació tàctil – hàpticaEncarregada d'integrar les sensacions procedents del tacte.
Estimulació vibratòriaÉs una manera de fer reaccionar a les persones i proporcionar la possibilitat de captar les vibracions corporals i acústiques.
Estimulació vestibularEs troba a l'orella interna. És la percepció que regula l'equilibri, la postura, el to muscular i l'orientació espacial.

## Característiques de l'aula
Les aules han de tenir les següents característiques per tal que siguin funcionals:
- Il·luminació: La llum no ha d'interferir a la sessió. L'exterior s'ha d'ocultar amb cortines o vidres opacs. S'ha de tenir present la il·luminació en cadascuna de les parets, així com en els diferents moments d'entrada i sortida per tal d'evitar enlluernaments.
- Ressonància i reverberació: No ha de ser un espai insonor i ha de permetre utilitzar temps de silencis. S'ha de tenir compte amb els estímuls sonors, ja que segons la discapacitat poden influir de forma negativa.
- Color: El color de la sala depèn de la funcionalitat del moment. Per exemple, a l'espai visual hi han d'haver colors amb contrastos per potenciar possibles restes visuals.
- Mobiliari: Ha de ser accessible i adaptat a les necessitats específiques.
- Connexions elèctriques: Han d'estar situades en llocs segurs i inaccessibles per evitar accidents.
- Terres, parets i columnes: Han d'estar coberts amb materials tous per evitar accidents o cops.
- Materials: Han de ser diversos, segons les necessitats específiques.

## Destinataris
L'aula multisensorial va destinada a persones amb tota mena de dèficits (dificultats en el llenguatge, problemes cognitius i motrius, dèficit d'atenció, escasses habilitats socials...), per tal d'oferir una resposta ajustada a cada individualitat. Les aules es troben a centres d'educació especial, institucions per a discapacitats, etc.

## Tipus de relacions
Els tipus de relacions que s'estableixen a l'aula són:

### Terapeuta-usuari
- Es genera una relació individual i de confiança.

#### Usuari-ambient
- Es genera una reacció de l'educat en l'espai a través de les situacions de relaxació i d'estimulació.

## Finalitats de l'aula
L'aula ha de tenir una funció:

### Educativa
- Consisteix a realitzar un procés d'ensenyament - aprenentatge entre educador i educant. L'educador acompanya en el procés d'aprenentatge a l'educat, el qual necessita confiar i sentir-se segur per obtenir un bon aprenentatge.

#### Rehabilitadora
- L'ambient ha de potenciar el funcionament, la mobilitat i la discriminació visual depenent del tipus de discapacitat.

#### Socialitzadora
- Consisteix a millorar la socialització i comunicació mitjançant el contacte amb el medi i altres persones.

## Objectius de l'aula
Els objectius que pretenen els espais multisensorials són:
- Facilitar un ambient motivador per explorar la realitat.
- Disposar d'un espai ric en experiències sensorials per estimular tots els sentits.
- Possibilitar la interacció amb l'entorn.
- Aconseguir un entorn segur i relaxat, que afavoreixi la iniciativa i la diversió.
- Facilitar el relaxament, perquè l'adult se senti segur i tranquil.
- Fomentar la relació interpersonal creant un vincle afectiu entre el professional i l'adult.
- Desenvolupar les capacitats que inclouen el treball d'estimulació.
- Treballar aspectes de la comunicació i el llenguatge.
- Interaccionar amb el medi més immediat.

## Tipologia d'activitats per treballar a l'aula
Segons els objectius les activitats poden ser:

### Activitats lliures
- La persona tria, de forma lliure, l'espai que més li agradi o més li cridi l'atenció, per tal de millorar el desenvolupament dels seus sentits.

#### Activitats semi - dirigides
- L'educadora proposa diversos materials, amb els quals les persones podran experimentar, jugar, potenciar els seus sentits... de forma lliure. Per exemple, l'alumne pot experimentar lliurement amb el panell tàctil, l'adult simplement fa preguntes: com és això? (rugós, suau, llis, fred, aspre...) quina t'agrada més...

#### Activitats dirigides
- L'educadora realitzarà conjuntament l'activitat amb l'adult, per tal d'aconseguir els objectius prèviament escollits, intentar millorar el desenvolupament i les condicions que presenten a través de recursos adients al seu dèficit.

## Espais i recursos tècnics que ha de tenir l'aula
L'aula ha d'estar organitzada per subespais i cadascun amb una funció i uns objectius concrets, depenent de les discapacitats. Aquests espais serveixen per disminuir les carències personals i físiques que tenen degut al dèficit.
Aquests espais són:

### Espai visual
- Per estimular la visió, disminuir les carències que tenen degut al dèficit i potenciar les restes visuals.

Materials:
- Panells de textures i objectes de diferents colors i tonalitats, incloent-hi els de contrastos (blanc-negre).
- Fibres lluminoses.
- Bola de miralls.
- Projector.
- Llum ultraviolada.
- Columnes de llum i bombolles.
- Mirall.

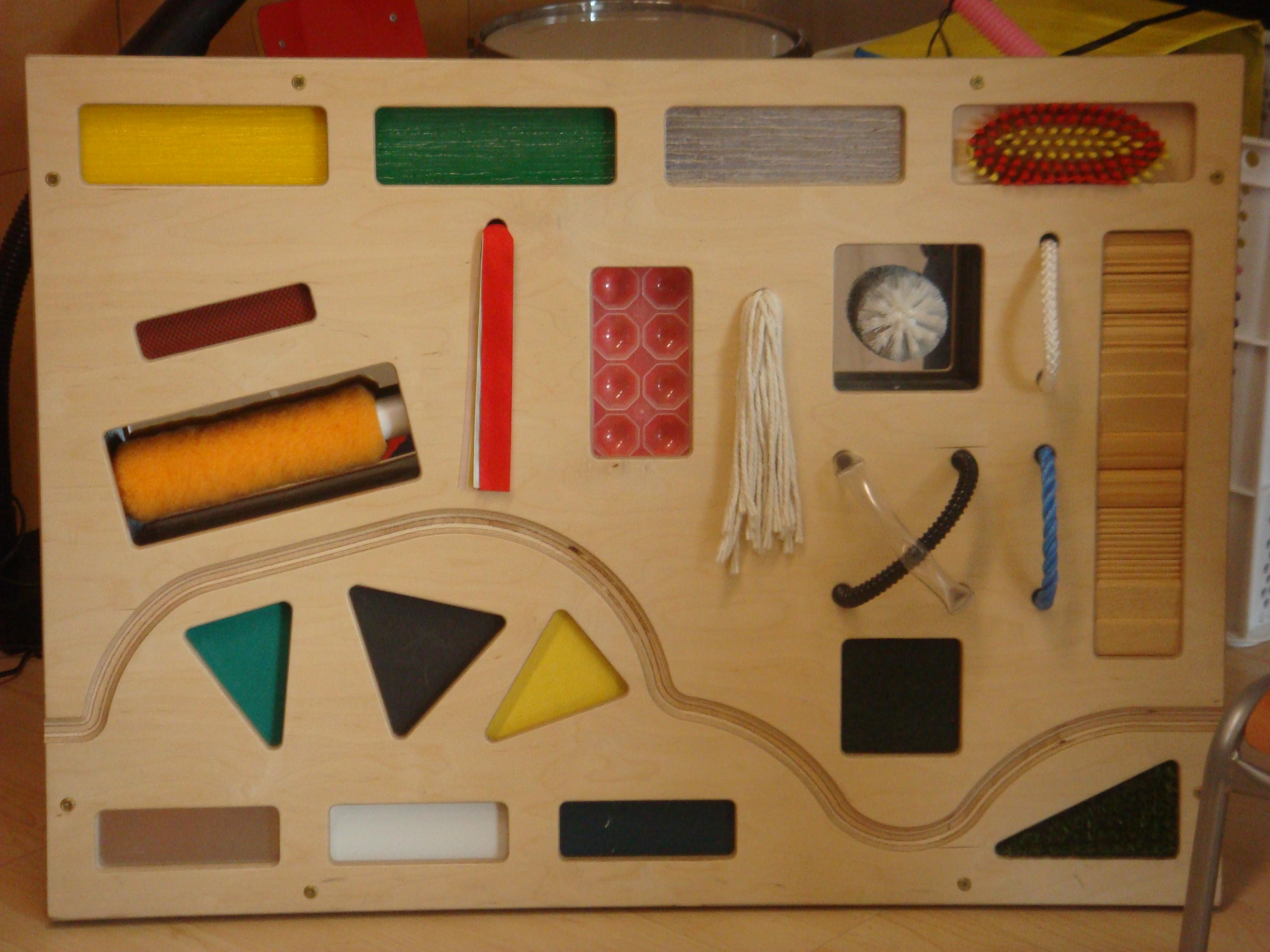
Panell de diverses textures.
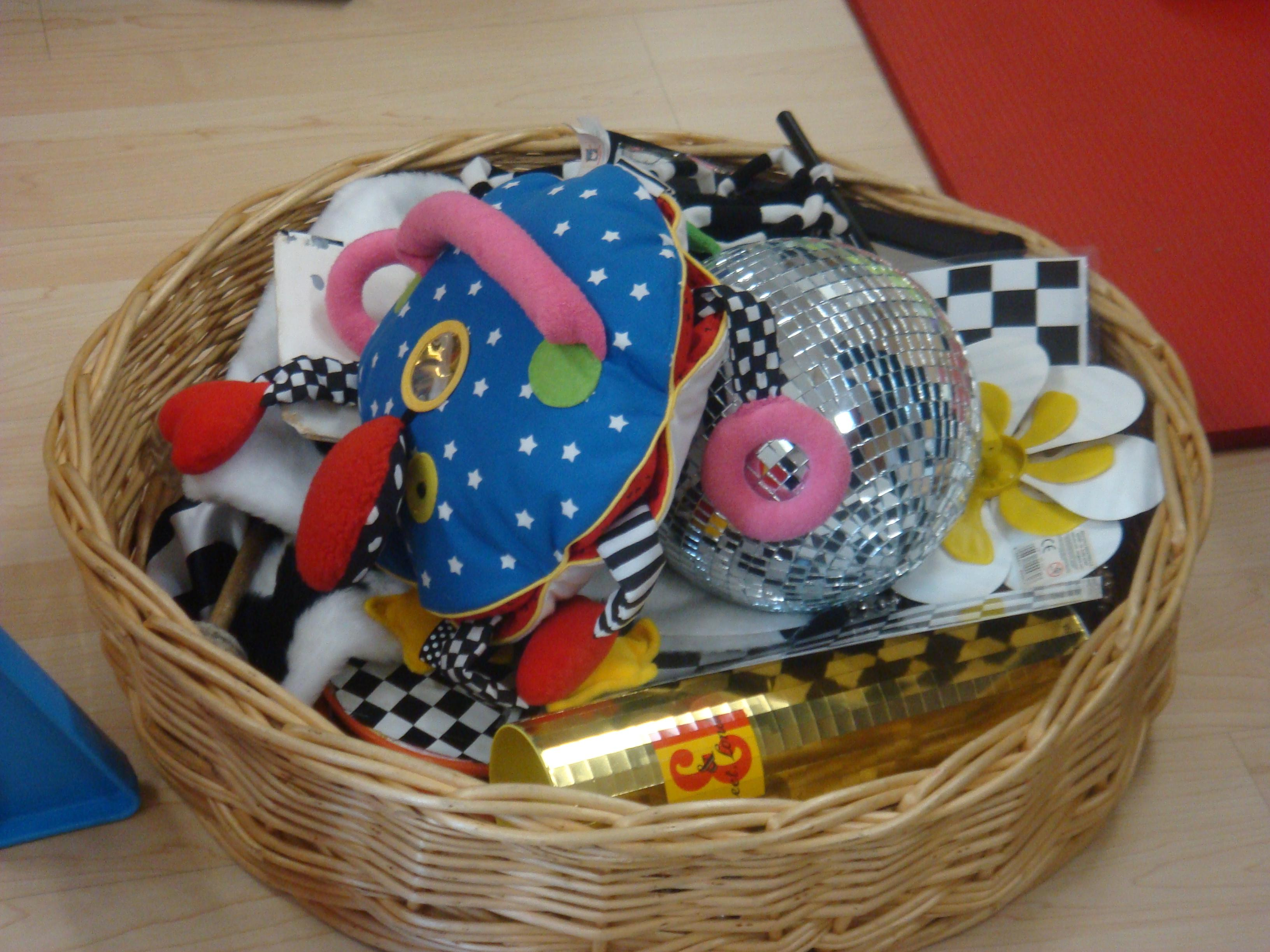
Objectes de contrastos visuals.
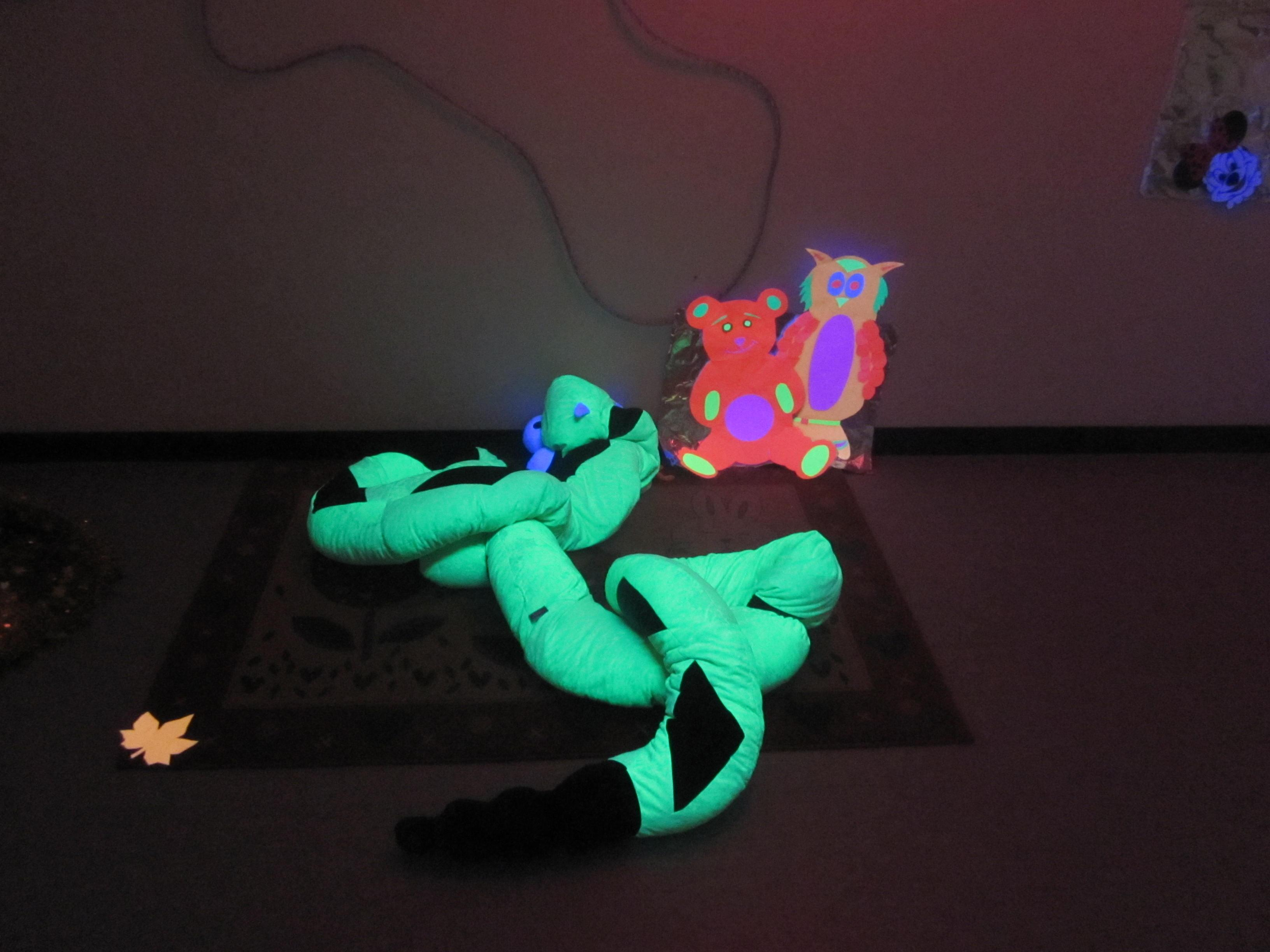
Llum ultraviolada: serveix per intentar captar l’atenció dels usuaris, a través dels colors que brillaran d’una manera peculiar.
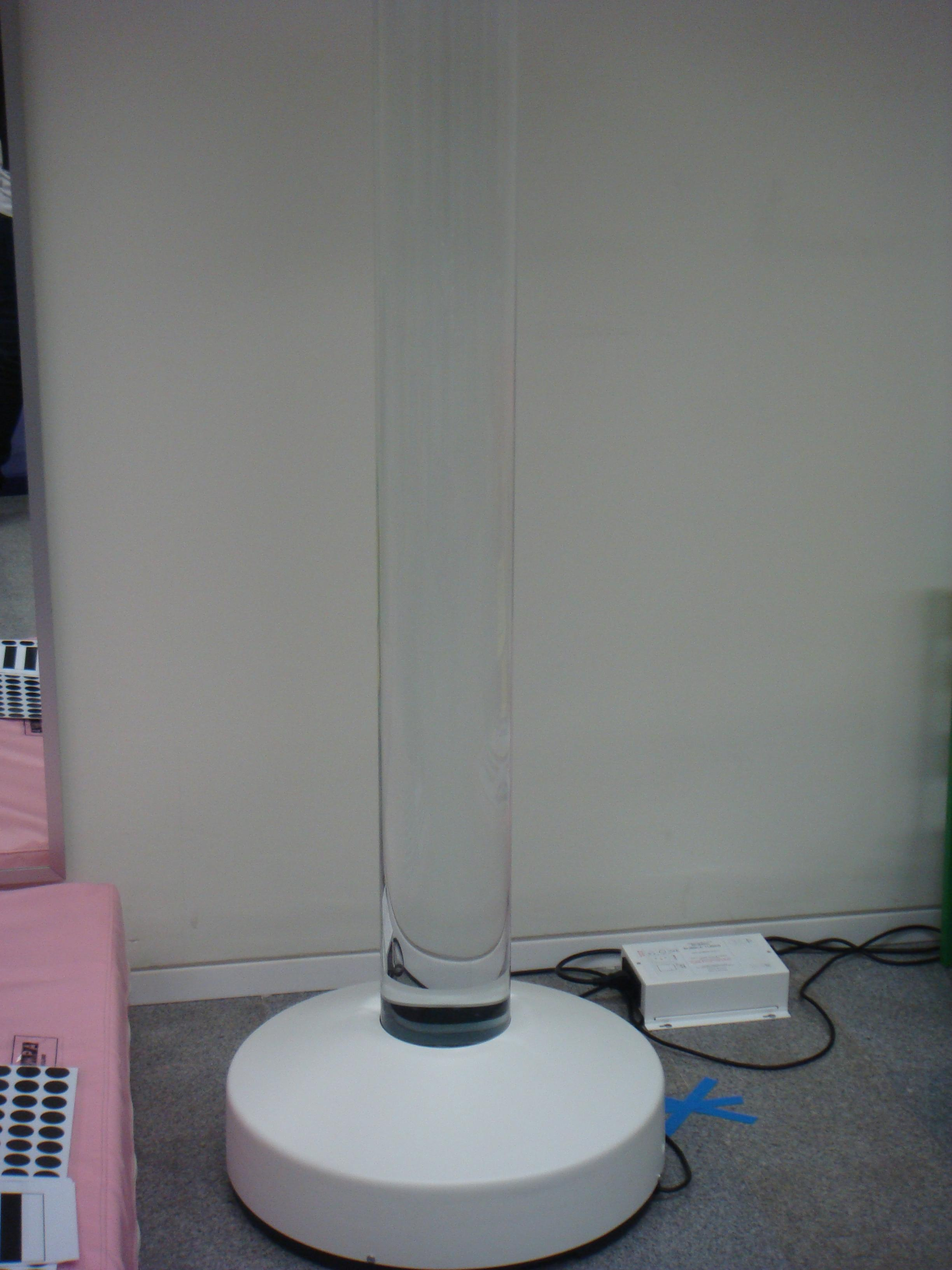
Columnes de llum i bombolles: l'efecte òptic que produeixen les bombolles al canviar de color capten molt l’atenció dels usuaris. Així mateix, el moviment ascendent de les bombolles afavoreix la relaxació.
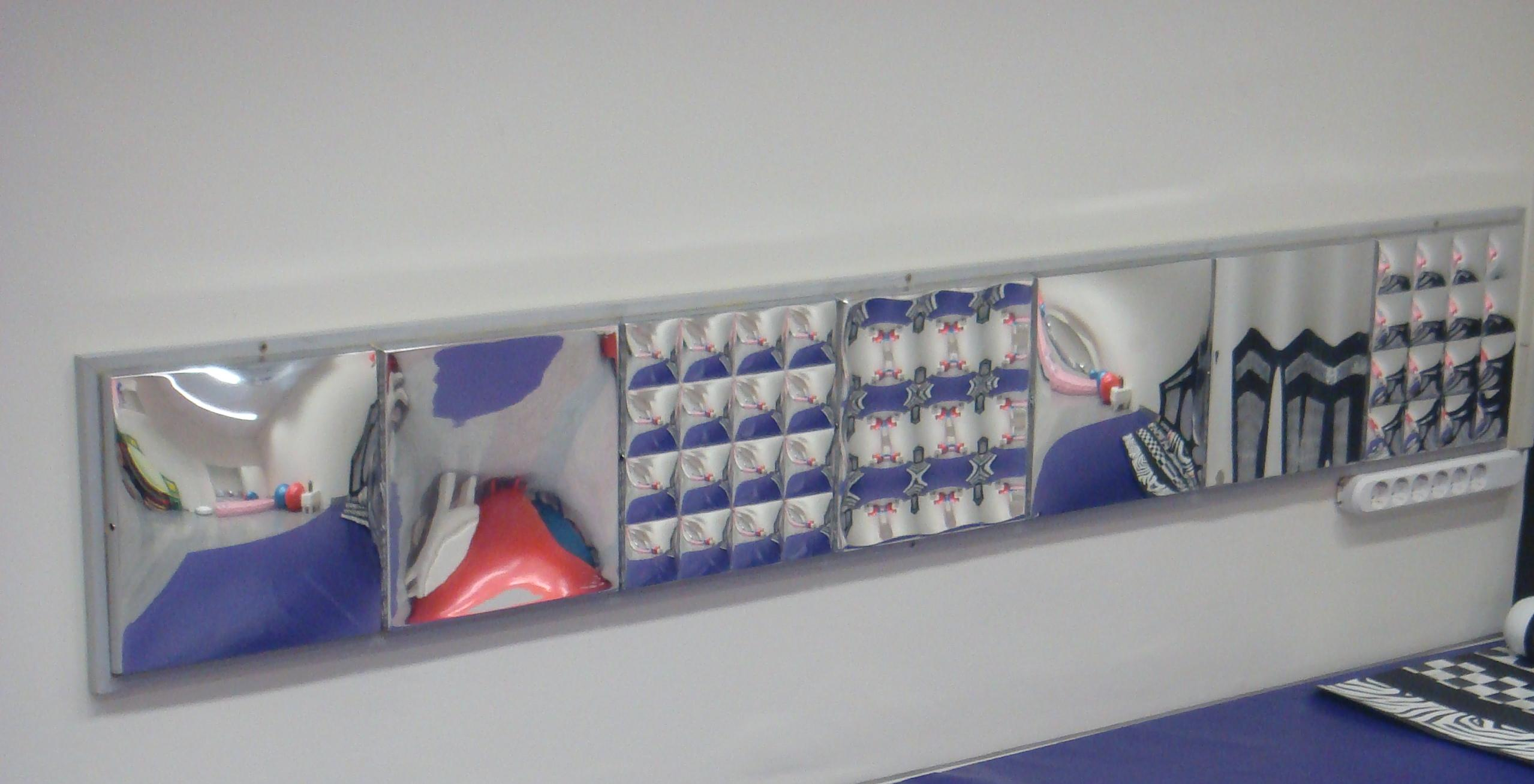
Mirall: fa possible treballar diversos aspectes visuals, el coneixement del propi cos i permeten crear un imatge positiva d'un mateix.
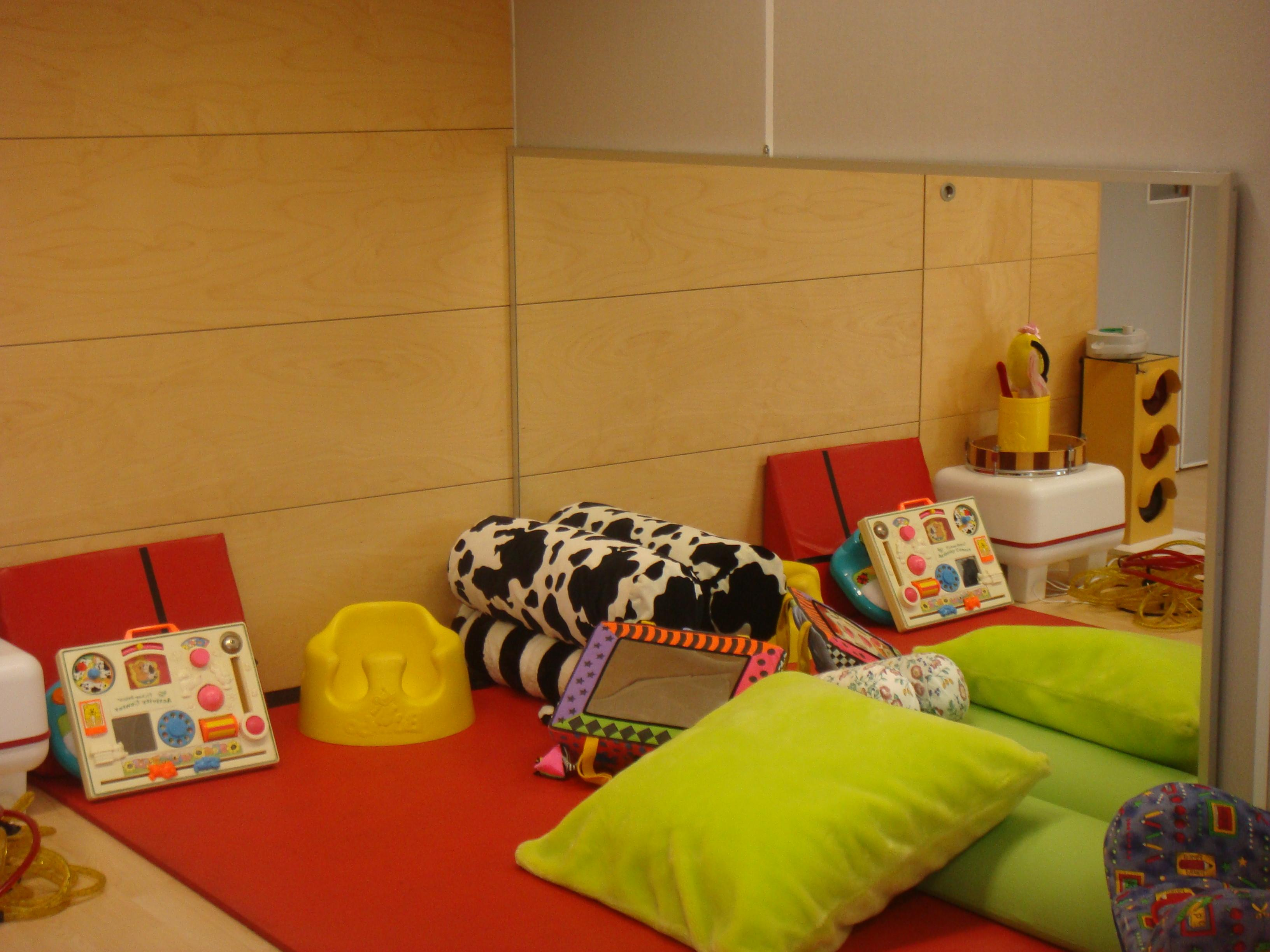
Mirall

#### Espai olfactiu – gustatiu
- Per estimular l'olfacte a través de l'aromateràpia i rebre la realitat a partir dels diferents estímuls olfactius, que l'espai oferirà. A través del gust, estimular les papil·les gustatives per tal de discriminar els diferents gustos.

- Materials:
  - Difusor d'aromes.
  - Olis aromàtics.
  - Flors, menjars, objectes amb olors.

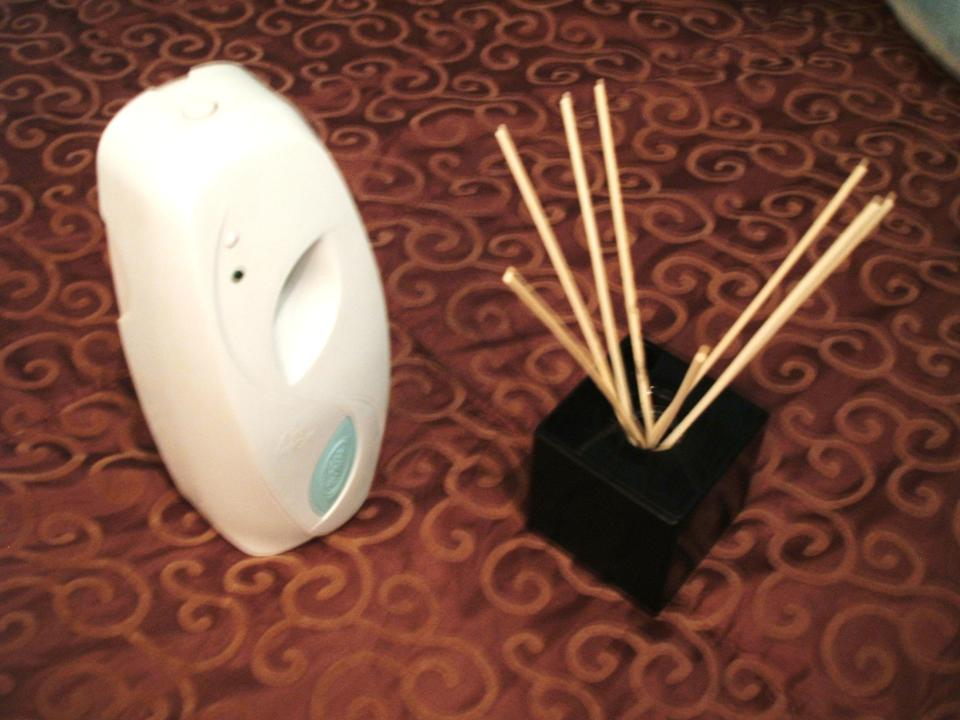
Difusor d'aromes: proporcionen diverses olors i creen un ambient relaxant i estimulador.
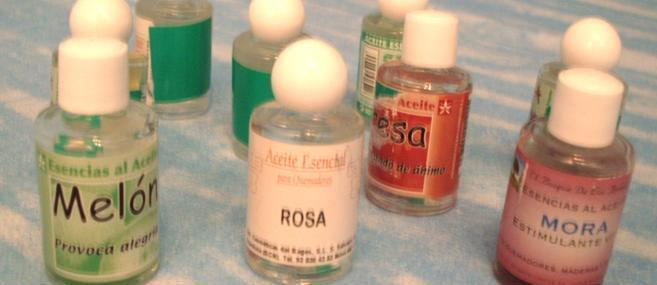
Olis aromàtics: permeten treballar l'estimulació olfactiva.

#### Espai tàctil
- Per estimular el tacte i permetre conèixer, diferenciar i crear objectes, per tal de crear una imatge de l'entorn.

- Materials:
  - Piscina de boles.
  - Matalàs d'aigua musical.
  - Pufs i hamaques.
  - Pilotes de diferents textures i mesures.

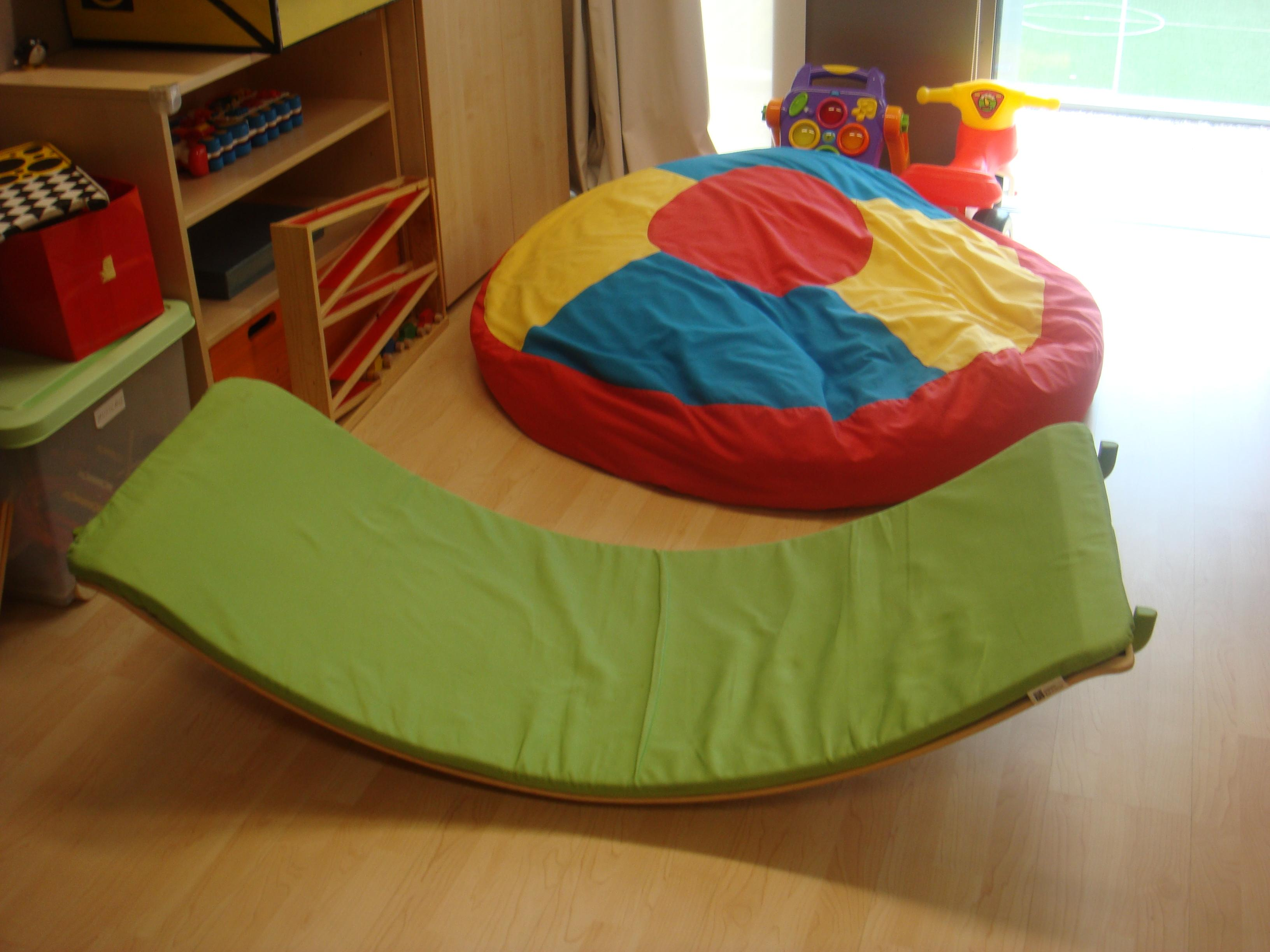
Pufs i hamaques.
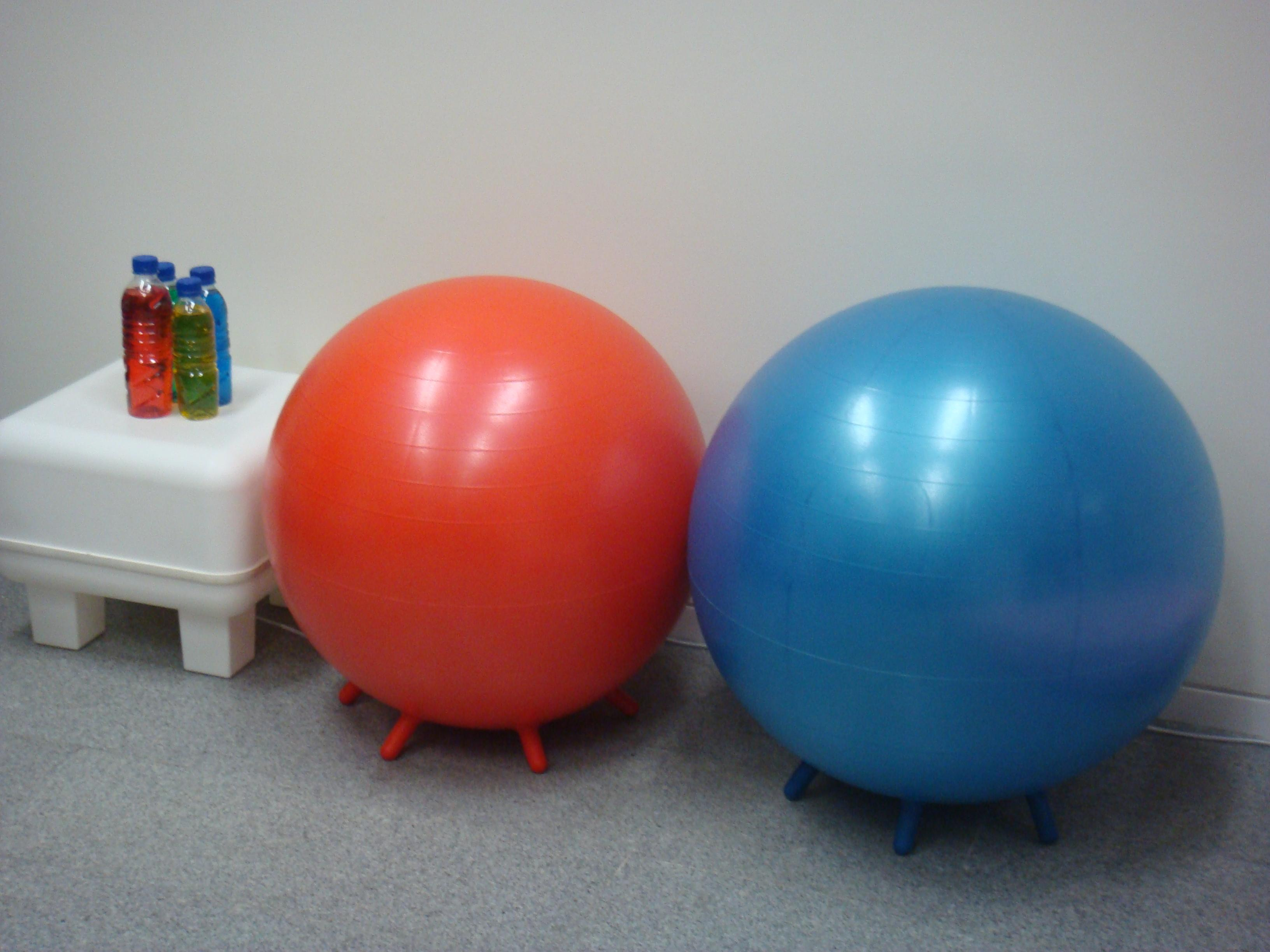
Pilotes de diferents mesures.

#### Espai auditiu
- Per estimular l'oïda a través d'estímuls sonors per via òssia o vibracions.
  - Materials:
  - Catifa sonora.
  - Matalàs d'aigua musical.
  - Equip de música.
  - Panera d'instruments.

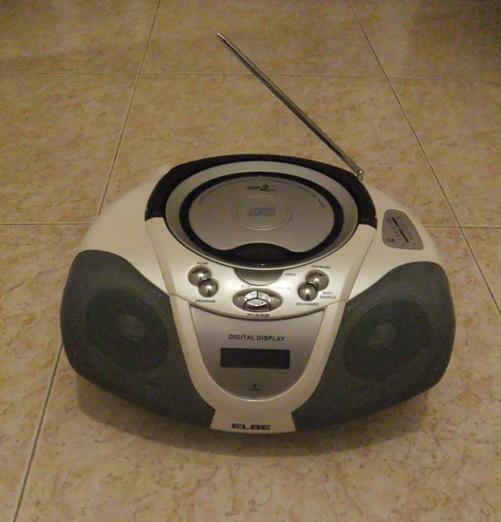
Equip de música: s'utilitza per moments de relaxament, o per moments concrets en els que es necessita la música. Aquesta és un element de comunicació adient per les persones que no poden expressar-se verbalment, ja que ajuda a poder expressar: sentiments, emocions, estats d'ànim...
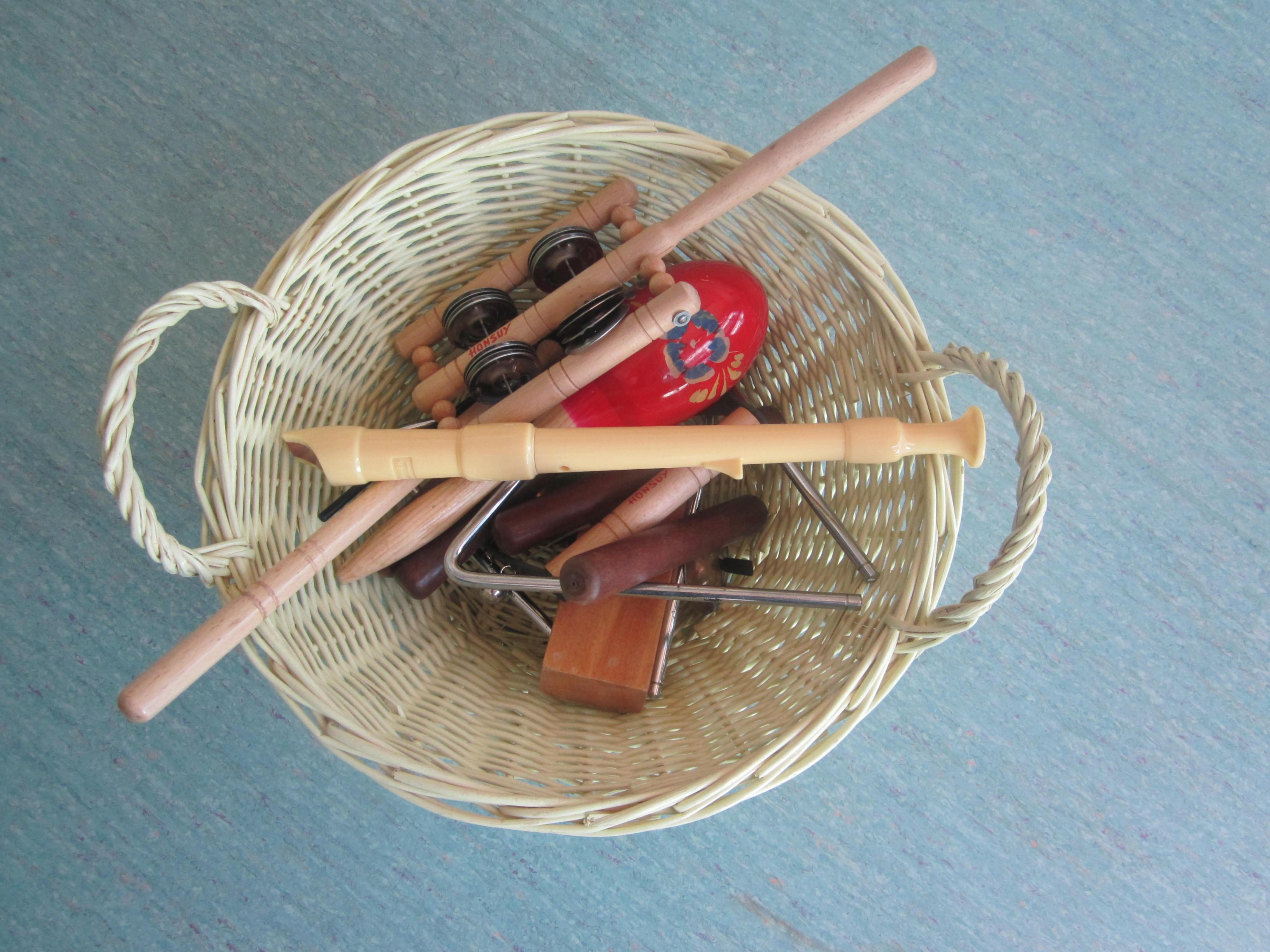
Panera d'instruments: a través dels diversos instruments es treballen diverses sensacions i es coneixen tant els instruments com els seus sons.

#### Espai per la comunicació
- Per estimular l'expressió de sentiments i estats a través dels sentits.
  - Materials:
  - Plafons de comunicació.
  - Pictogrames.
  - Interruptors i polsadors.

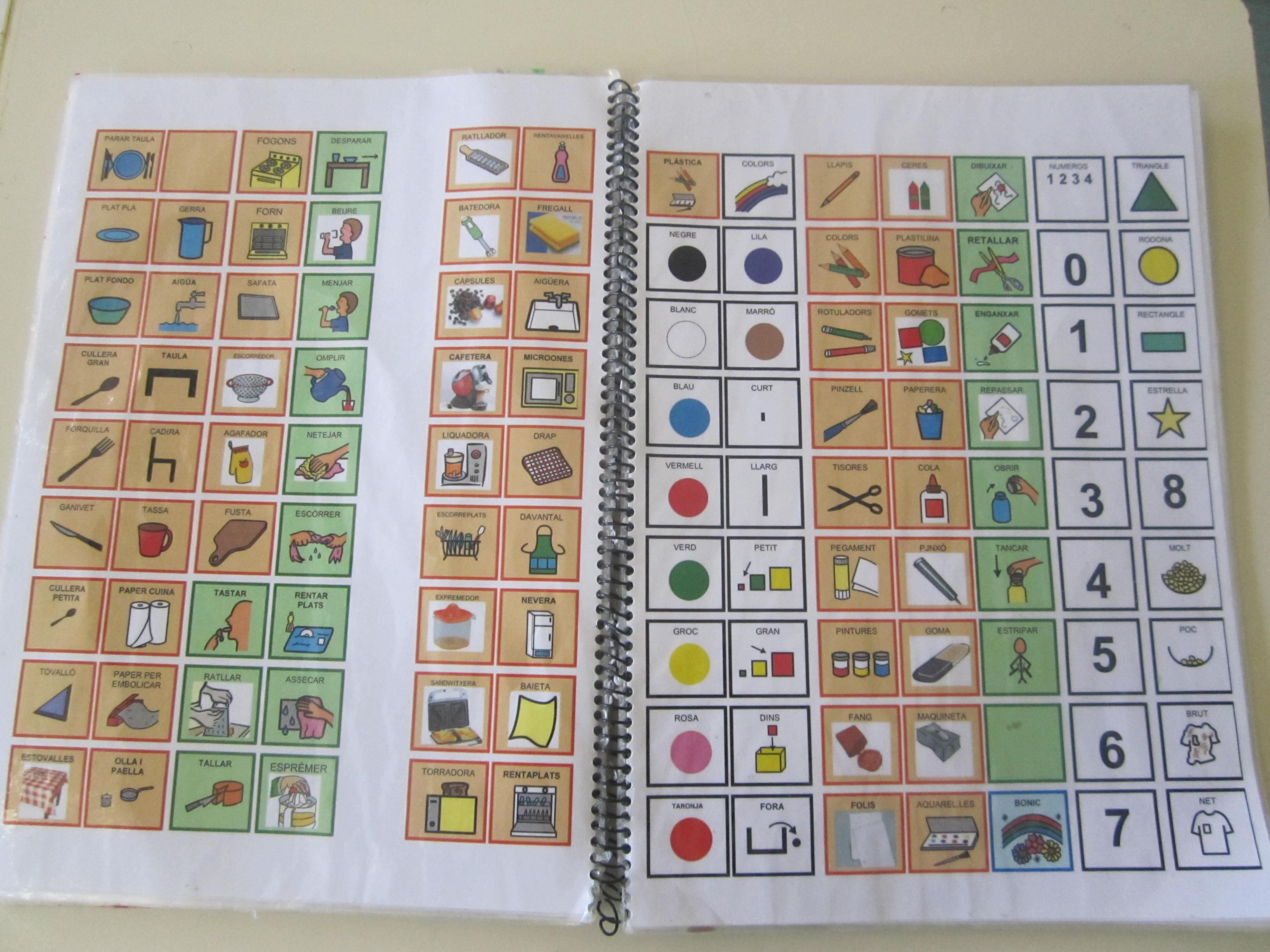
Plafó de comunicació, Pictograma i Polsador: són elements utilitzats pels usuaris que no poden comunicar-se verbalment. Serveixen per explicar el que volen, com se senten... Proporcionen l'oportunitat de poder-se comunicar.
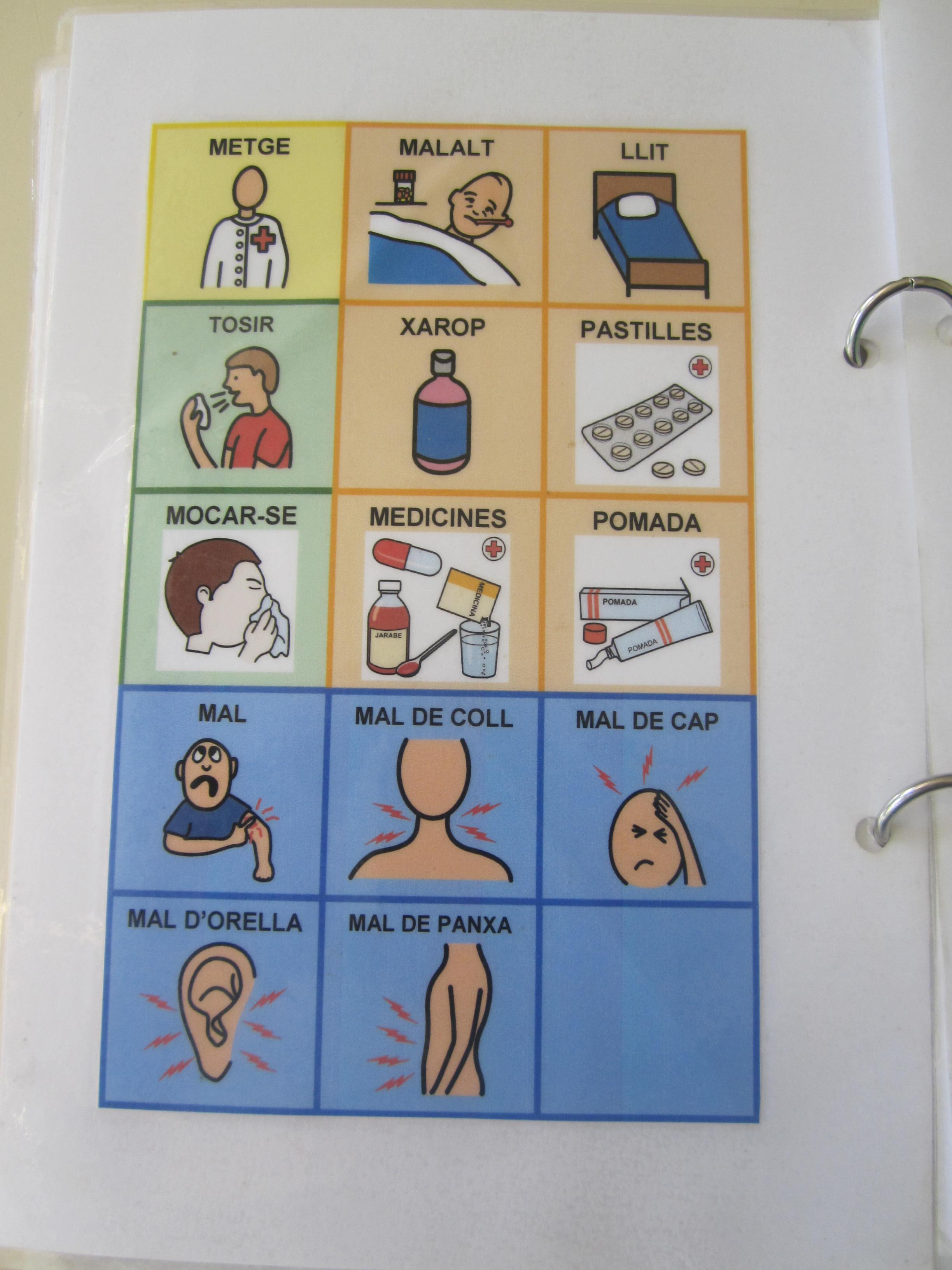
Pictograma
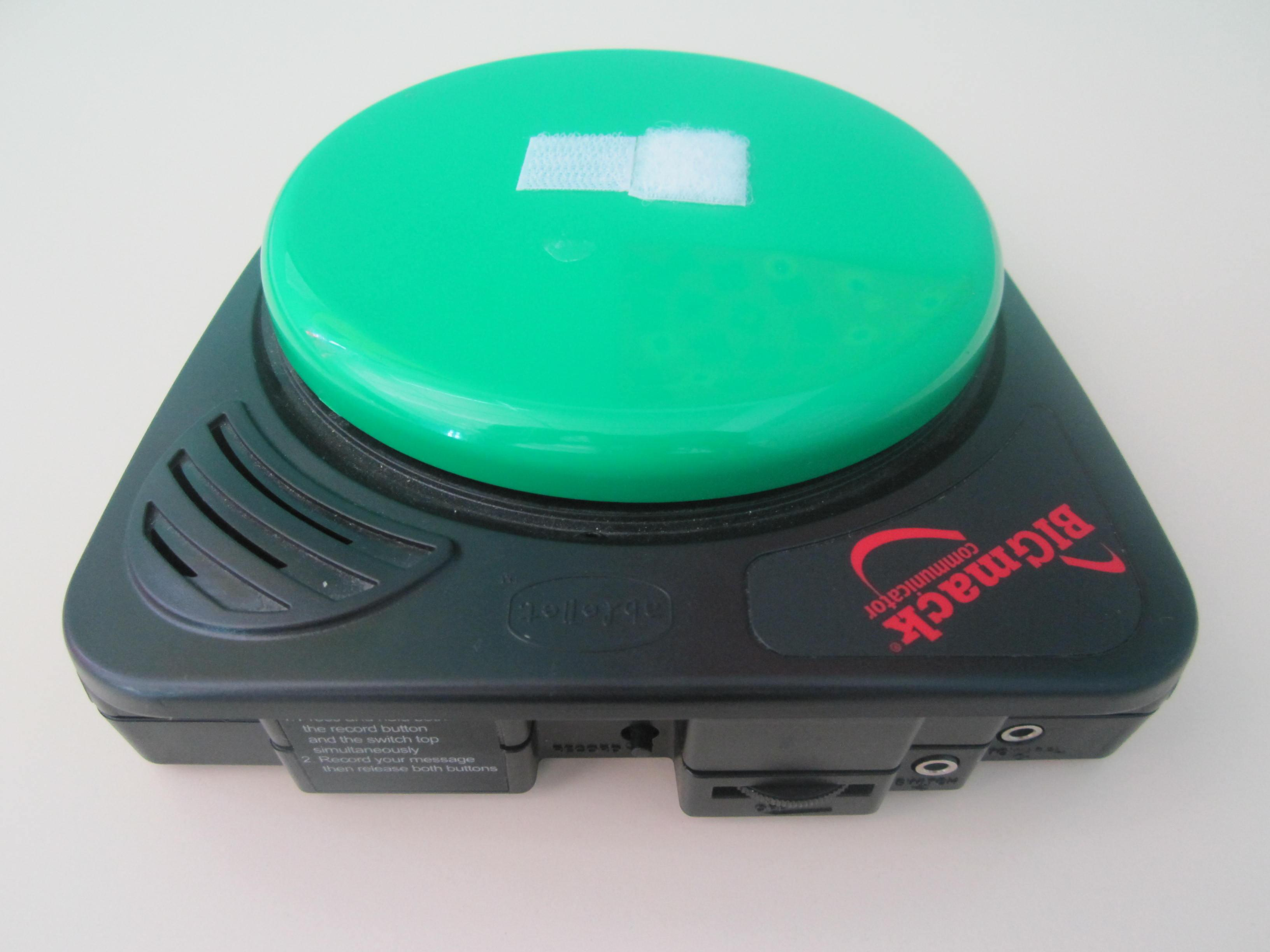
Polsador

#### Espai vestibular
- Per estimular i treballar la posició del cos, el to muscular i l'orientació espacial.
  - Materials:
  - Vestibulador.

## Potencialitats o beneficis de les aules
Les aules multisensorials potencien diversos aspectes segons la discapacitat que presenta l'usuari:
- Problemes psiquiàtrics: Afavorir l'expressió, reduir obstacles envers la recuperació, etc.
- Discapacitats: Potenciar relacions positives, millorar la concentració i coordinació, millorar la comprensió, l'autonomia, la tolerància, la comunicació no verbal, etc.
- Traumatisme crani-encefàlic: Reduir els símptomes.
- Autisme: Reduir l'agressivitat, els possibles danys que es puguin o puguin provocar, etc.